# Dawid Bezuidenhout
Dawid Bezuidenhout (* 7. September 1935 in Keetmanshoop, Südwestafrika; † 7. August 1998 in Windhoek) war ein namibischer Lehrer und Politiker.

## Lebensweg
Bezuidenhout machte 1951 seinen Schulabschluss (Matriculation) am Athlone Institute im südafrikanischen Paarl und erhielt drei Jahre später seinen Abschluss als Schullehrer des Athlone Training College. Von 1955 bis 1971 war er in diesem Beruf tätig. Ab 1959 engagierte sich Bezuidenhout politisch und wurde im gleichen Jahr zum Vizepräsidenten der „SWA Coloured Organisation“ gewählt. Im Farbigenrat diente er von 1962 bis 1980. Zwischen 1974 und 1984 war er Sekretär der Labour Party (LP) und anschließend für vier Jahre Parteipräsident. Vom 17. Juni 1985 bis 16. September 1985 sowie 1. Mai 1987 bis 31. Juli 1987 war Bezuidenhout Minister für Verkehr und Transport in der Übergangsregierung der nationalen Einheit und als Vorsitzender faktisches Staatsoberhaupt.
1989 war Bezuidenhout Mitbegründer der United Democratic Front of Namibia (UDF), deren Mitglied er bis zum Ende seiner politischen Karriere 1995 war.

## Ehrungen
Die „Dawid Bezuidenhout High School“ in Windhoek-Khomasdal ist nach ihm benannt.